# 오트란토 해협 전투
오트란토 해협 전투(영어: Battle of the Strait of Otranto, 프랑스어: Bataille du détroit d'Otrante, 이탈리아어: Battaglia del Canale d'Otranto)는 1917년 5월 14일부터 이틀간 오트란토 해협에서 오스트리아-헝가리 해군과 연합국 해군 간에 일어난 전투이다. 오스트리아-헝가리 해군이 영국 해군을 상대로 압승을 거둔 몇 안 되는 전투이다.